# Кармалиновская ВЭС
Кармалиновской ВЭС — ветряная электростанция, расположенная к югу от города Новоалександровска Ставропольского края. 
1 апреля 2021 года начала поставлять электроэнергию и мощность на ОРЭМ.
Ветропарк состоит из 24 ветроустановок L100 мощностью 2,5 МВт каждая. Суммарная мощность ветроэлектростанции составляет 60 МВт. Плановая среднегодовая выработка энергии — 147 млн кВт*ч. Объём инвестиций в создание ВЭС — 8 млрд рублей.